# ناروال (مجله)
ناروال یک مجله اینترنتی تحقیقاتی کانادایی است که بر مسائل محیط زیست تمرکز دارد.

## سازمان
این مجله توسط کارول لینیت و اما گیلکریست در ماه مه سال ۲۰۱۸ راه‌اندازی شد. این مجله بخشی از مجله دیسماگ کانادا است که قبلاً راه‌اندازی شده بود. این مجله یک سازمان غیرانتفاعی است که از طریق اشتراک‌های حق عضویت مشترکان خود تأمین مالی می‌شود.
گیلکریست سردبیر/مدیر اجرایی، لینیت ویرایشگر اجرایی. و مایک دی سوزا مدیر مسئول است. دنیس بالکی‌سون رئیس دفتر انتاریو است. و امبر براکن هم عکاس خبرنگار قراردادی این مجله است.

## فعالیت‌ها و جوایز
امبر براکن، در مأموریتی برای ناروال، در کنار مایکل تول‌دانو، روزنامه‌نگار مأمور CBC قرار گرفت، وی هنگام ارائه گزارش در مورد خط لوله و اعتراضات راه‌آهن کانادا در سال ۲۰۲۰ دستگیر شد. ناروال به دلیل حمایت از براکن، که تصریح شد یک پیمانکار مستقل است، مورد توجه قرار گرفت.
در سال ۲۰۲۱، سارا کاکس، روزنامه‌نگار ناروال، جایزه آزادی مطبوعات را برای گزارش‌هایش در مورد پروژه برق آبی سایت C دریافت کرد. با وجود کوچک بودن سازمان، اما تاکنون ناروال جوایز بسیاری را کسب کرده است.
در سال ۲۰۲۲، آینسلی کرویکشنک، روزنامه‌نگار ناروال برنده جایزه روزنامه‌نگاری محیطی شد.
در سال ۲۰۲۳، ناروال و امبر براکن شکایتی را علیه پلیس سواره سلطنتی کانادا (RCMP) تنظیم کردند، این شکایت به دنبال خسارات ناشی از دستگیری غیرقانونی، بازداشت غیرقانونی و نقض حقوق طبق منشور حقوق و آزادی‌ها در ارتباط با دستگیری براکن صورت گرفت.